# Pilea helwigii
Pilea helwigii är en nässelväxtart som beskrevs av Ignatz Urban och Ekman. Pilea helwigii ingår i släktet pileor, och familjen nässelväxter. Inga underarter finns listade i Catalogue of Life.